# Consumatorii de cultură
Consumatorii de cultură este o cunoscută lucrare scrisă de Alvin Toffler, în care în afara opiniilor proprii și a unor referințe la lucrări, rapoarte și alte documente publicate, autorul s-a bazat pe o serie de interviuri directe cu circa 200 de pictori, muzicieni, actori, manageri, patroni, pedagogi etc., pe referate, memorii, corespondență, nepublicate. Împotriva celor care considerau că americanii continuă să fie la fel de indiferenți ca întotdeauna față de artă, rămânând aceiași barbari dar îmbogățiți, Toffler vrea să demonstreze că după cel de-al doilea război mondial, atitudinea lor a suferit o întoarcere de 180 grade. Totodată, el respinge părerea potrivit căreia ar exista o antiteză între artă și democrație. În cadrul acestui demers, în carte sunt dezbătute: revoluția culturală americană ("explozia culturală"), cultura elitelor, rolul banilor în promovarea culturii, raportul dintre artă și politică, artă și universitate, etc. La începutul anilor 60, când a scris cartea, Toffler trăgea concluzia că după ce "primele corvezi de a asigura bunăstarea materială a majorității americanilor s-au cam terminat ... o națiune în curs de maturizare începe să se preocupe de calitatea existenței. Acesta este sensul ascensiunii consumatorilor de cultură."
În această carte Alvin Toffler prezintă fenomenul "exploziei culturale" care s-a accentuat foarte mult după cel de-al Doilea Război Mondial în Statele Unite. Cartea e structurată în patru părți, în fiecare parte autorul prezentând situația "consumatorului de cultură" și a anturajului în care acesta își desfășoară activitatea.

## Partea 1
În primele pagini ale cărții, Toffler ne demonstrează, cu ajutorul datelor statistice, că după anul 1940 în Statele Unite s-a observat un mai mare interes față de cultură decât în anii de dinaintea celui de-al Doilea Război Mondial. Acestui boom cultural i se opun elitiștii culturii, care reprezintă vechea aristocrație americană. Ei condamnă calitatea inferioară a actului cultural, afirmând că e mai importantă calitatea decât cantitatea.
Toffler definește "consumatorul de cultură" ca fiind o persoană care vizitează sălile muzeelor, asistă la spectacole de teatru și operă, vizionează recitaluri de balet sau filme de artă. Autorul remarcă că înainte de cel de-al Doilea Război Mondial femeia era răspunzătoare de a aduce cultura în cămin. Această situație se schimbă după război, când a avut loc creșterea proporției bărbaților în publicul cultural. Acest "consumator de cultură" este caracterizat de către Toffler ca fiind un membru al "clasei confortabile", adică oameni care câștigă anual între 6000 și 10000 de dolari.
Interesant de menționat este faptul că numărul de evrei ce aparțin publicului cultural este foarte mare, iar numărul de negri din audiența culturală este foarte mic. Astfel, Toffler susține că boom-ul cultural rămâne preponderent un domeniu al albilor.
Autorul cărții ne arată că acest "consumator de cultură" face parte din populația care este mereu în tranzit. Toffler compară ascensiunea publicului pentru cultură în America de după cel de-al Doilea Război Mondial cu dezvoltarea alfabetizării de masă în Anglia secolului al XVIII-lea.
Toffler consideră că arta este cea care se află în antiteză cu conformismul, cu standardizarea vieții contemporane. Arta este cea prin care individul își poate exprima unicitatea. Interesantă este teoria lui Toffler cu privire la rolul artei în lume. Astfel, pentru el arta este cea care reprezintă ordinea într-o lume haotică, fiind un leac împotriva dezrădăcinării. Arta poate avea un puternic efect asupra personalității, motiv pentru care muzica, pictura, teatrul sunt folosite ca instrumente psihoterapeutice.
Pentru un "consumator de cultură" importantă este și educația pe care o are, la care se adaugă timpul liber și veniturile de care dispune.

## Partea a 2-a
Toffler ne prezintă cum s-a ajuns să fie smuls controlul asupra artei din mâinile elitiștilor și cum s-a ajuns ca reprezentanții "clasei confortabile" să fie interesați de cultură. Pentru a-și sublinia mai bine ideile, Toffler folosește multe exemple din care ne putem da seama că "vechea gardă" nu mai deține monopolul cultural, ci noul "consumator de cultură" începe să se infiltreze din ce în ce mai mult în activitățile culturale ce-l înconjoară. Astfel, noua clasă aduce cu sine și o nouă ideologie. Este o ideologie ce se află la polul opus cu cea a elitelor. Această nouă ideologie dorește apropierea maselor de oameni de instituțiile culturale.
Un capitol interesant este cel în care autorul prezintă cultura în campus. Toffler ne arată că din campusurile universitare nu mai ies "barbari calificați" și necultivați, ci tineri interesați din ce în ce mai mult de actul cultural. În campusurile americane s-a dezvoltat un nou sistem, care susține înființarea de instituții culturale chiar în interiorul campusului. Astfel studenții devin producători de cultură prin piesele de teatru jucate, concertele susținute, echipele de balet formate. Elitiștii culturii afirmă că astfel de inițiative nu fac decât să coboare standardele de calitate ale culturii. Cu toate acestea, Toffler afirmă că funcția universităților este de a fi un promotor al avangardei culturale, al inovației în domeniul artistic.
Un fenomen ce apare o dată cu boom-ul cultural este acela al apropierii dintre lumea afacerilor și artă. Această apropiere ar putea arăta că arta a devenit respectată și în lumea afacerilor, un lucru cu totul inedit în America acelor ani. Astfel instituțiile artistice au devenit un client foarte bun. Acest fapt duce la apariția culturii sub formă de produs comercial, adică la "vânzarea culturii". Artiștii sunt angajați de tot mai multe firme în funcții de consultanți cu probleme estetice ce privesc activitatea firmelor respective. Această apropiere este condamnată de elitiștii culturii, care afirmă că o asemenea asociere duce la eliminarea treptată a adevăratei arte. Colaborarea artistului cu omul de afaceri, consideră elitiștii, este un fenomen ce va duce la îngrădirea artiștilor.
Toffler observă dezvoltarea haotică a culturii, dar care se îndreaptă spre ordine. Acest lucru, spune autorul, este datorat consiliilor și instituțiilor organizatorice ce au apărut o dată cu boom-ul cultural. Astfel de consilii administrative stau la baza renovării și construirii a multor clădiri ce vor servi sau servesc ca spațiu funcțional pentru teatre, opere, săli de concert etc.

## Partea a 3-a
Toffler vede artistul ca fiind un om cu diverse calități (intuitiv, repezit, profund etc.). Autorul prezintă situația unor artiști (muzicanți cu precădere) care pe lângă actul cultural trebuie să mai depună și o altă activitate, deoarece câștigul din artă este foarte mic. Această categorie de artiști sunt caracterizați ca a fi "zilieri culturali". Toffler ne arată că sunt mulți artiști care câștigă modest, dar totodată sunt și artiști (dirijori, actori etc.) care câștigă foarte bine. Cu toate acestea numărul de artiști din America continuă să crească. Creșterea numărului de artiști impune o competiție care duce implicit la excelență. Toffler conchide această temă cu precizarea că salariile din artă sunt foarte mici.
Referitor la "industria culturii" Toffler ne arată că există două tipuri de instituții culturale: unele care acționează în domeniul profitabil (publicarea de cărți comerciale, producerea de discuri), și altele care acționează cu statut de instituție non-profit (teatre, opere, muzee etc). Din aceste două tipuri de instituții, cele non-profit se confruntă cu probleme financiare, ele activând de regulă în deficit, pe când cele din domeniul profitabil pot fi instituții prospere.
Toffler ne arată că este nevoie de o enormă sumă de bani pentru a produce cultură. Din acest motiv "industria culturală" se organizează în jurul a diferiți patroni care prezintă interes pentru cultură. Incompatibilitatea dintre magnatul-patron dinainte de cel de-al Doilea Război Mondial și patronii individuali de astăzi este prezentată de autor cu argumentele și contra-argumentele ambelor părți. Astfel Toffler arată că în cazul pluralismului patronajului artistul nu mai cade în capcana îndatoririi fată de un singur patron. Acest pluralism ajută ca arta să-și fixeze rădăcinile în comunitate, cu toate că această artă, după cum consideră elitiștii, nu se ridică la standardele culturale elitiste.
Toffler analizează și poziția prin care arta ar trebuie să fie sub subvenționare federală. Un asemenea program, afirmă autorul, ar putea duce la tentative de control politic al culturii. Cu toate acestea, Toffler ne arată că guvernul federal ajută arta prin sistemul fiscal practicat, dar totodată autorul prezintă și teorii prin care statul federal ar putea ajuta actul cultural fără a se implica în mod direct.

## Partea a 4-a
Ultima parte a cărții, intitulată "Calitate pentru ce?" este un capitol în care Toffler încearcă să ne convingă că actul cultural în ziua de azi nu este chiar atât de mediocru precum susțin elitiștii culturii. El consideră că arta poate fi susținută și de noua generație ce s-a ridicat spre cultură după cel de-al Doilea Război Mondial. Astfel avangarda culturii americane este dusă înainte de noii "consumatori de cultură", noua "clasă confortabilă" fiind capabilă de a face față boom-ului cultural cu care se confruntă Statele Unite.